# Norfolk Southern GP33ECO

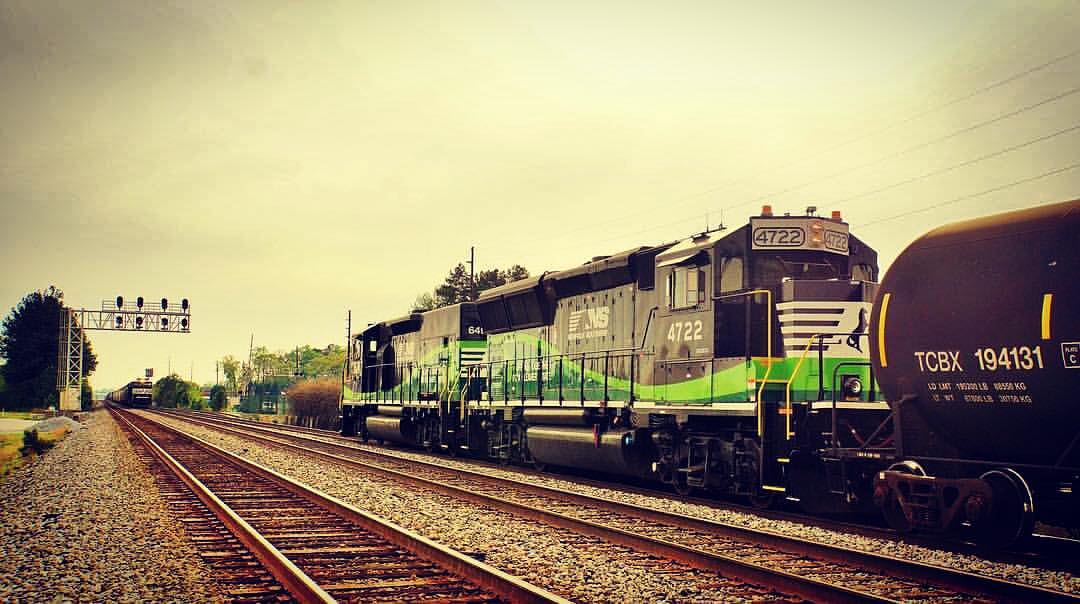
Locomotive NS GP33ECO

La NS GP33ECO est une locomotive diesel-électrique à 4 essieux construite par le Norfolk Southern Railway dans son atelier de locomotives à Altoona en Pennsylvanie. La locomotive est une reconstruction de l'EMD GP50 conçue pour répondre aux normes d'émissions Tier 3. La première locomotive a été achevée en janvier 2015. La reconstruction a été financée en partie par le programme fédéral d'atténuation de la congestion et d'amélioration de la qualité de l'air,,.